# 国際投信投資顧問
国際投信投資顧問株式会社は、かつて存在した国際証券系の日本の投信会社。

## 概要
社名に投資顧問とあるが、公募投資信託販売が大半、投資顧問業は行政処分を受けて停止。投資一任契約に基づく資産運用で、売付株数を誤って発注し発生した空売りを訂正手続を経ずに、他の投資一任契約先の売付けとして付替処理を行い、他の顧客の利益を図るため特定の顧客の利益を害する取引を禁止する顧問法第30条の3第1項第5号に該当するとして、2004年11月5日金融庁より行政処分を受け、投資顧問業を停止した。
2015年7月1日、三菱UFJ投信と合併。